# 博洛宗
博洛宗（法語：Bolozon，法語發音：[bɔlozɔ̃]）是法国安省的一个市镇，位于该省中北部，属于楠蒂阿区。

## 地理
博洛宗（46°11'34"N, 5°28'28"E）面积4.92 平方千米，位于法国奥弗涅-罗讷-阿尔卑斯大区安省，该省份为法国东部省份，北起汝拉省，西北接索恩-卢瓦尔省，西接罗讷省和里昂大都会，南至伊泽尔省，东与萨瓦省、上萨瓦省和瑞士接壤。
与博洛宗接壤的市镇（或旧市镇、城区）包括：锡兹、科尔韦西亚、欧特库尔-罗马内什、莱萨尔、马塔弗隆-格朗日、安河畔塞里耶尔、松托纳拉蒙塔涅。

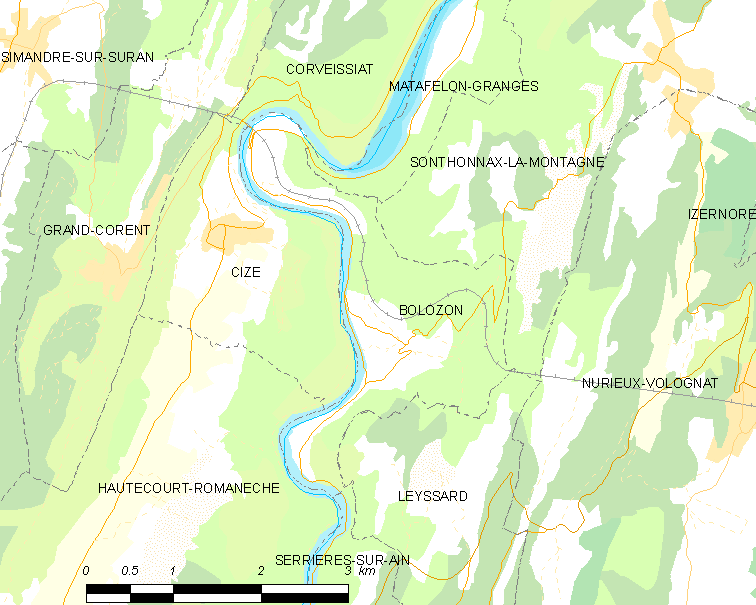
博洛宗的OSM定位图

博洛宗的时区为UTC+01:00、UTC+02:00（夏令时）。

## 行政
博洛宗的邮政编码为01450，INSEE市镇编码为01051。

## 政治
博洛宗所属的省级选区为蓬丹县。

## 人口

1962-2008年间博洛宗人口变化图示

博洛宗于2022年1月1日时的人口数量为99人。